# Gonzalo Restrepo Restrepo
Gonzalo Restrepo Restrepo (* 8. August 1947 in Urrao, Kolumbien) ist ein kolumbianischer Geistlicher und emeritierter römisch-katholischer Erzbischof von Manizales.

## Leben
Gonzalo Restrepo Restrepo empfing am 1. Juni 1974 die Priesterweihe für das Erzbistum Medellín.
Papst Johannes Paul II. ernannte ihn am 12. Dezember 2003 zum Weihbischof in Cali und Titularbischof von Munatiana. Der Erzbischof von Medellín, Alberto Giraldo Jaramillo PSS, spendete ihm am 11. Februar des folgenden Jahres die Bischofsweihe. Mitkonsekratoren waren der Apostolische Nuntius in Kolumbien, Beniamino Stella, und der Erzbischof von Cali, Juan Francisco Sarasti Jaramillo CIM.
Papst Benedikt XVI. ernannte ihn am 11. Juli 2006 zum Bischof von Girardota. Am 16. Juli 2009 folgte die Ernennung zum Koadjutorerzbischof von Manizales. Die Amtseinführung fand am 7. Oktober desselben Jahres statt.
Mit dem gesundheitsbedingten Rücktritt Fabio Betancur Tirados am 7. Oktober 2010 trat er dessen Nachfolge als Erzbischof von Manizales an. Am 6. Januar 2020 nahm Papst Franziskus das von Gonzalo Restrepo Restrepo vorgebrachte Rücktrittsgesuch an.